# Juifs de Cochin
Les Juifs de Cochin, ou Juifs de Malabar (Malabar Yehudan) sont les descendants des Juifs de l'ancien Royaume de Cochin, actuellement rattaché à l'Inde (Sud), et comprenait l'actuelle cité portuaire de Kochi Ils parlaient traditionnellement le Judéo-Malayalam, un dialecte du malayalam pratiqué dans l'État de Kerala. Diverses vagues d'immigration de la diaspora juive leur donnèrent une grande diversité.

## Histoire

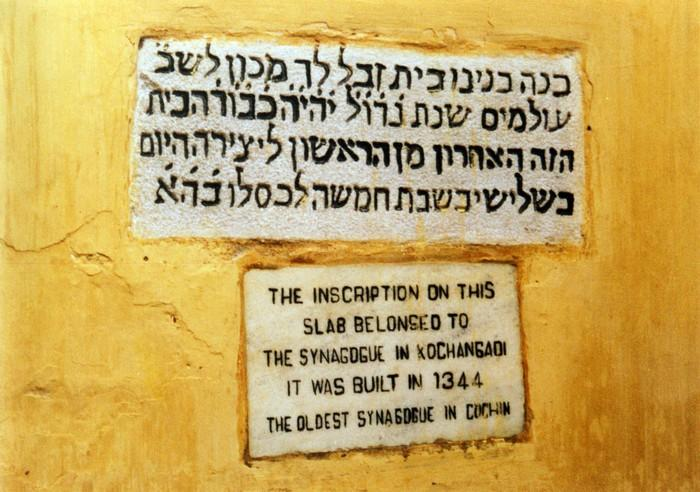
Inscription en hébreu à Cochin (Inde).

Des Juifs se seraient installés au Kerala vers le VIIIe siècle av. J.-C. pour le commerce, à Cranganore/Kodungallur, sur la Côte de Malabar, bien avant la destruction du Premier Temple ou Temple de Salomon.
Une seconde vague d'immigration serait arrivée après la destruction du Second Temple de Jérusalem (70).
Joseph Rabban (XIe siècle) obtient la protection de la dynastie Chera.
Au 14e siècle, son descendant, le prince Joseph Azar (en) perd la direction de la principauté d'Anjuvannam (en) : une dispute d'héritage entre frères met fin à une plurisécualire autonomie relative.
L'importante communauté juive ancienne de Cranganore/Kodungallur, après la grande inondation du fleuve Periyar de 1341, s'installe à Cochin.
L'expulsion des Juifs d'Espagne (1492) est à l'origine de l'arrivée des Juifs Paradesi (en) à Madras (Jacques de Paiva (en), vite lié à la Compagnie britannique des Indes orientales et aux mines de diamant de Golconde) comme à Cochin : Synagogue Paradesi (1568).
David Ezekiel Rahabi (1694–1771) travaille pendant 50 ans pour la  Compagnie britannique des Indes orientales et comme diplomate réputé : des documents conservés à Amsterdam avec signature en hébreu le confirment.
Une part importante du déclin de la communauté juive au Kérala tient à la conversion (ancienne) : "Syrian Malabar Nasrani", Chrétiens de saint Thomas, Église de Malabar (Église de l'Orient en Inde), Église catholique syro-malankare, Église syriaque orthodoxe, Église malankare orthodoxe, avec transferts de rituels et procédures. Les plus remarquables judéo-chrétiens sont les Knanayas.
L'Inquisition de Goa (1560-1812) perturbe les communautés. Les restrictions imposées aux Marranes de conversion récente peut tenir au maintien des relations commerciales anciennes efficaces.
Dans la seconde moitié du 20e siècle, la plupart de ceux qui sont considérés et/ou se déclarent comme Juifs émigrent en Israël.

## Ruby de Cochin
Ruby Daniel (en) (1912-2002), née à Cochin de Eliyahu Hai Daniel et Leah Japheth Daniel, après une éducation sérieuse, sert dans la Marine indienne (1944-1946). Elle émigre en Israël en 1951, y vit en kibboutz, publie en 1992 ses Mémoires d'une femme judéo-malayalam, et en 1995 son autobiographie, Ruby of Cochin.